# Mon été orange
Pour plus de détails, voir Fiche technique et Distribution.
Mon été orange (Sommer in Orange) est un film allemand réalisé par Marcus H. Rosenmüller, sorti en Allemagne le 18 août 2011. Il a été diffusé en français sur Arte le 5 juillet 2013.

## Synopsis

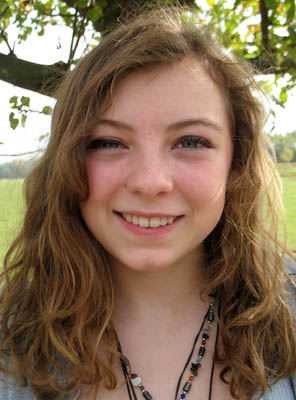
Amber Bongard dans le rôle de Lili.

À Berlin, Amrita vit avec ses enfants, Lili, 12 ans, et Fabian, 9 ans, dans une communauté samnyâsin de Kreuzberg. Siddharta, l'amant d'Amrita, hérite d'une ancienne ferme à Talbichl, en Haute-Bavière. Tout le groupe décide d'y déménager pour ouvrir un centre de thérapie. Les villageois conservateurs les regardent avec méfiance, car les nouveaux arrivants se distinguent par leurs vêtements oranges, leurs rituels de méditation et ces derniers font preuve de libertés inédites pour cette région rurale. Lili se retrouve tiraillée entre sa loyauté envers sa communauté et sa volonté de s'intégrer à l'école et dans le village. En conséquence, elle jongle entre les régles villageoises et le mode de vie alternatif de la ferme. Son petit frère Fabian s'avère être un obstacle supplémentaire pour elle lors de la recherche de nouveaux amis, car il continue de partager le même rejet que sa mère envers les habitants. De plus, Amrita néglige sa fille, car elle est obnubilée par ses problèmes personnels et se sent attirée par le gourou Prem Bramana. Siddharta réagit à cette relation avec jalousie. Lors d'une fête de village, le conflit de valeurs devient évident entre les deux groupes du village et la situation dégénère en bagarre généralisée. Lorsque le gourou Prem Bramana propose à Amrita de le suivre en Oregon et d'envoyer les enfants dans une commune d'enfants en Angleterre, Lili, dépitée, se réfugie chez la femme du maire en qui elle a confiance et cela entraîne l'intervention de la police à la suite des affabulations de Lili. Mais finalement, un dialogue constructif et un nouvel équilibre bénéfique s'établissent entre les deux groupes du village 

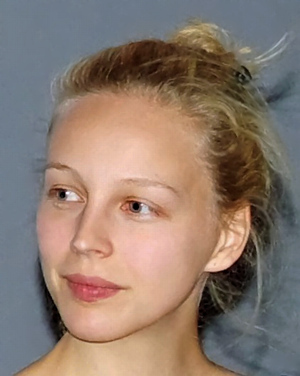
Petra Schmidt-Schalle dans le rôle d'Amrita

## Fiche technique
- Titre : Mon été orange
- Producteurs : Georg Gruber (Odeon Pictures), Andreas Richter, Ursula Woerner, Annie Brunner (Roxy Film)
- Montage : Georg Söring
- Photographie : Stefan Biebl

## Distribution
- Amber Bongard: Lili
- Petra Schmidt-Schaller: Amrita
- Georg Friedrich: Siddharta
- Béla Baumann: Fabian
- Daniela Holtz: Brigitte
- Wiebke Puls: Chandra
- Daniel Zillmann: Jogi
- Brigitte Hobmeier: Leela
- Chiem van Houweninge: Prakasch
- Thomas Loibl: Prem Bramana
- Florian Karlheim: Rudi, le postier
- Heinz-Josef Braun: Le maire
- Bettina Mittendorfer: La femme du maire
- Daniel Brunner: Max
- Thomas Wittmann: Franz
- Carla Sprenger: Susi
- Gundi Ellert: La maîtresse d'école
- Ercan Karacayli: Hausmeister/Bhagwan
- Butz Buse: le curé
- Ulla Geiger: Madame Hase
- Ferdinand Dörfler: le boucher

## Autour du film
Inspirée des souvenirs d'enfance de la scénariste Ursula Gruber, cette comédie colorée s'ancre dans un terroir fort cocasse tout en mettant en scène l'engouement, très actuel, pour les spiritualités orientale. Elle exploite et renverse avec humour les clichés du Bavarois mal dégrossi et du hippie déluré qui finiront natürlich, par apprendre l'un de l'autre. 